# Гай Сулпиций Камерин
Гай Сулпиций Камерин (на латински: Gaius Sulpicius Camerinus) e политик на Римската република през 4 век пр.н.е.
Произлиза от клон Камерин на старата патрицииска фамилия Сулпиции. През 382 пр.н.е. той е консулски военен трибун с още петима колеги: Луций Емилий Мамерцин, Луций Папирий Крас, Сервий Корнелий Малугиненсис, Спурий Папирий Крас и Квинт Сервилий Фидена.
През 380 пр.н.е. той е цензор с колега Спурий Постумий Албин Региленсис.